# Einzug in Jerusalem (Vitré)

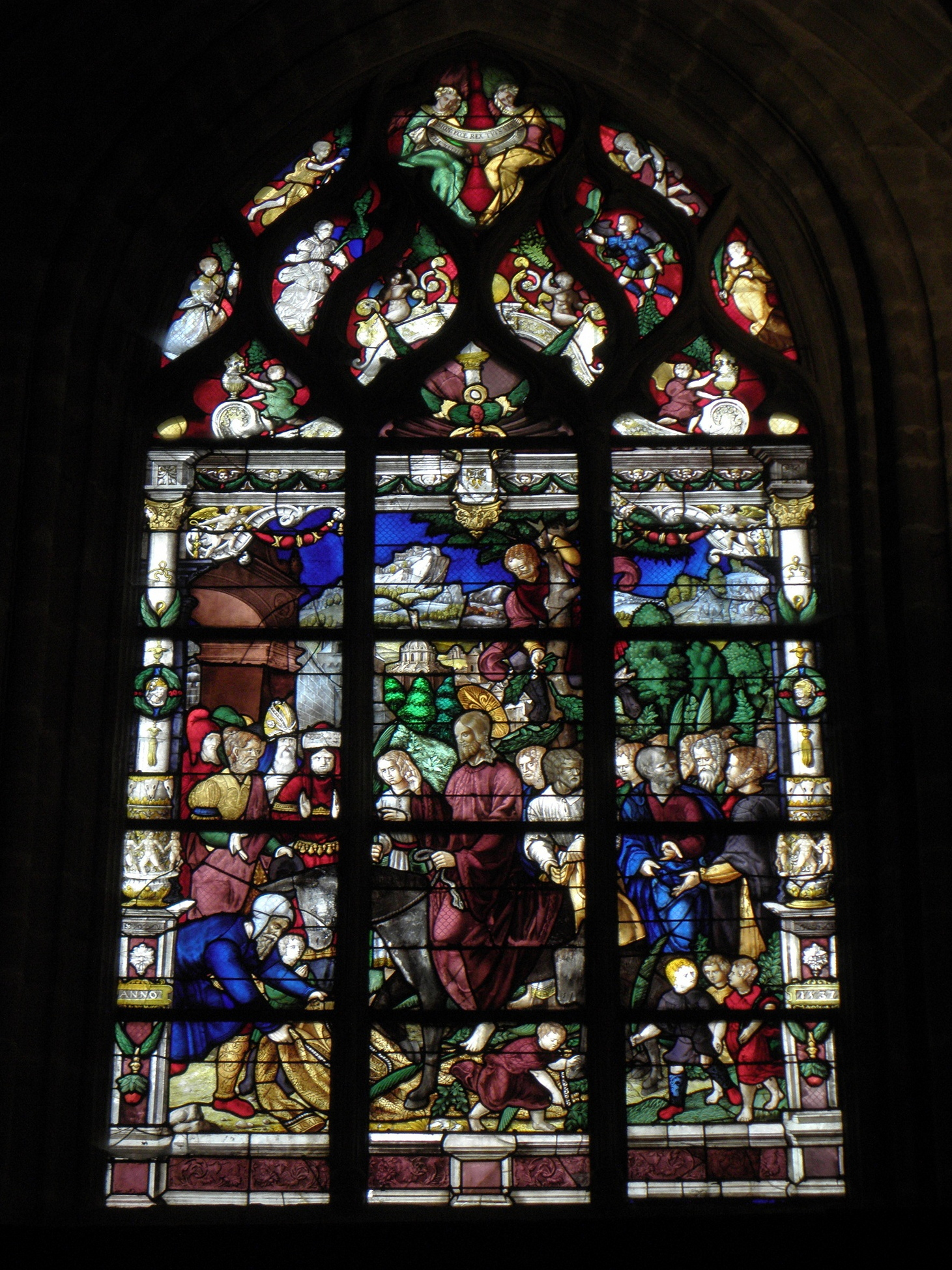
Fenster Einzug in Jerusalem in Vitré

Das Fenster Einzug in Jerusalem in der katholischen Kirche Notre-Dame in Vitré, einer französischen Stadt im Département Ille-et-Vilaine in der Region Bretagne, ist mit der Jahreszahl 1537 bezeichnet. Das Bleiglasfenster wurde 1840 als Monument historique in die Liste der geschützten Bauwerke (Base Mérimée) in Frankreich aufgenommen.
Das 3,50 Meter hohe und 2,40 Meter breite Fenster (Nr. 16) über dem Südportal ist das einzige vollständig erhaltene Fenster aus der Bauzeit der Kirche. Es stellt den Einzug Jesu in Jerusalem dar. Die Szene über alle drei Lanzetten spielt sich in einem Architekturrahmen mit seitlichen Säulen ab. Auf der rechten Säule ist ganz unten die erneuerte Jahreszahl 1537 angebracht, auf der linken Säule steht ANNO (im Jahr). Jesus auf einem Esel reitend wird von seinen Jüngern und anderen Anhängern umringt.        
Im Maßwerk sind Engel mit Spruchbändern dargestellt.

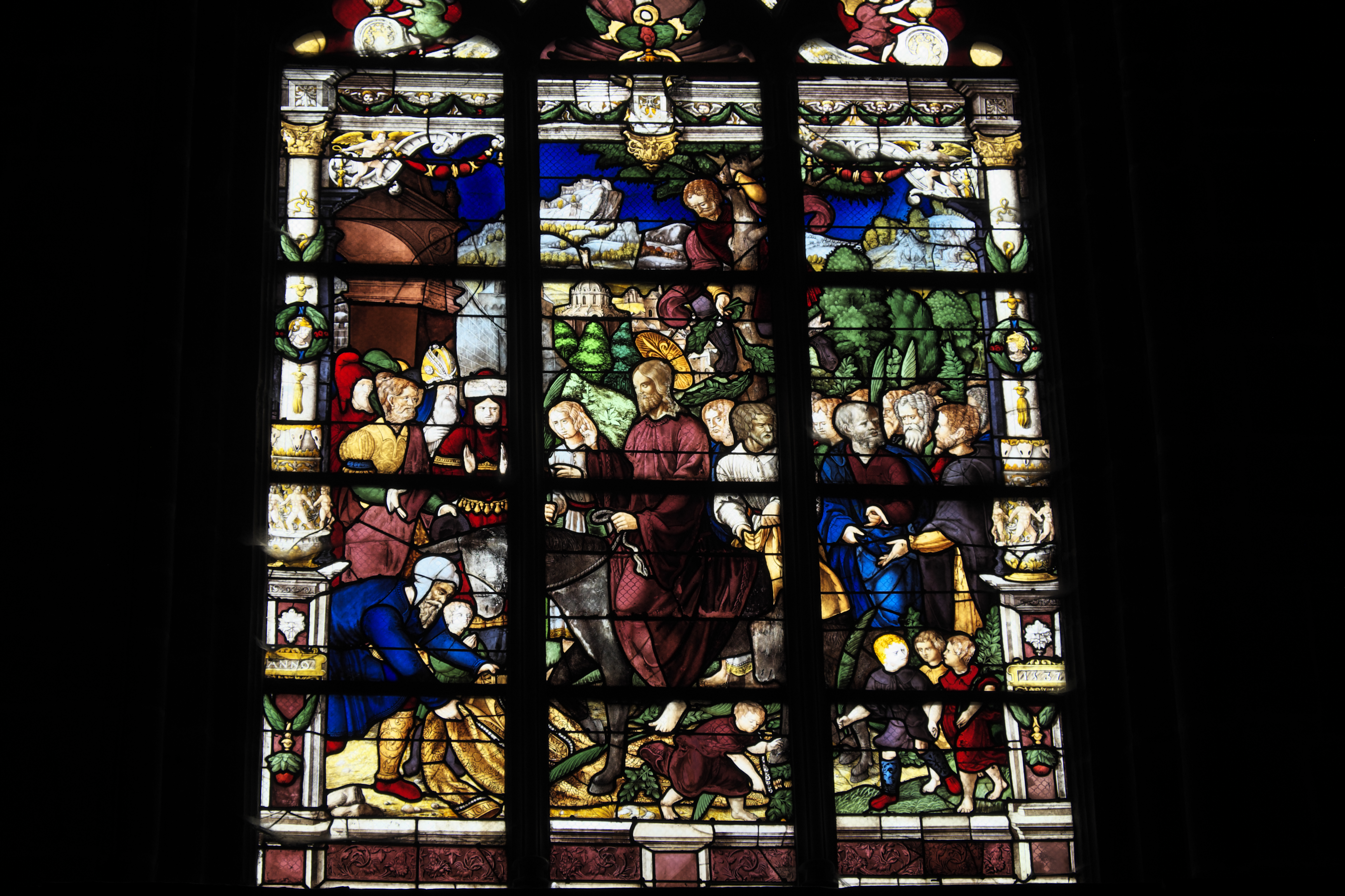
Jesus auf einem Esel reitend wird von den Aposteln und Anhängern umringt.
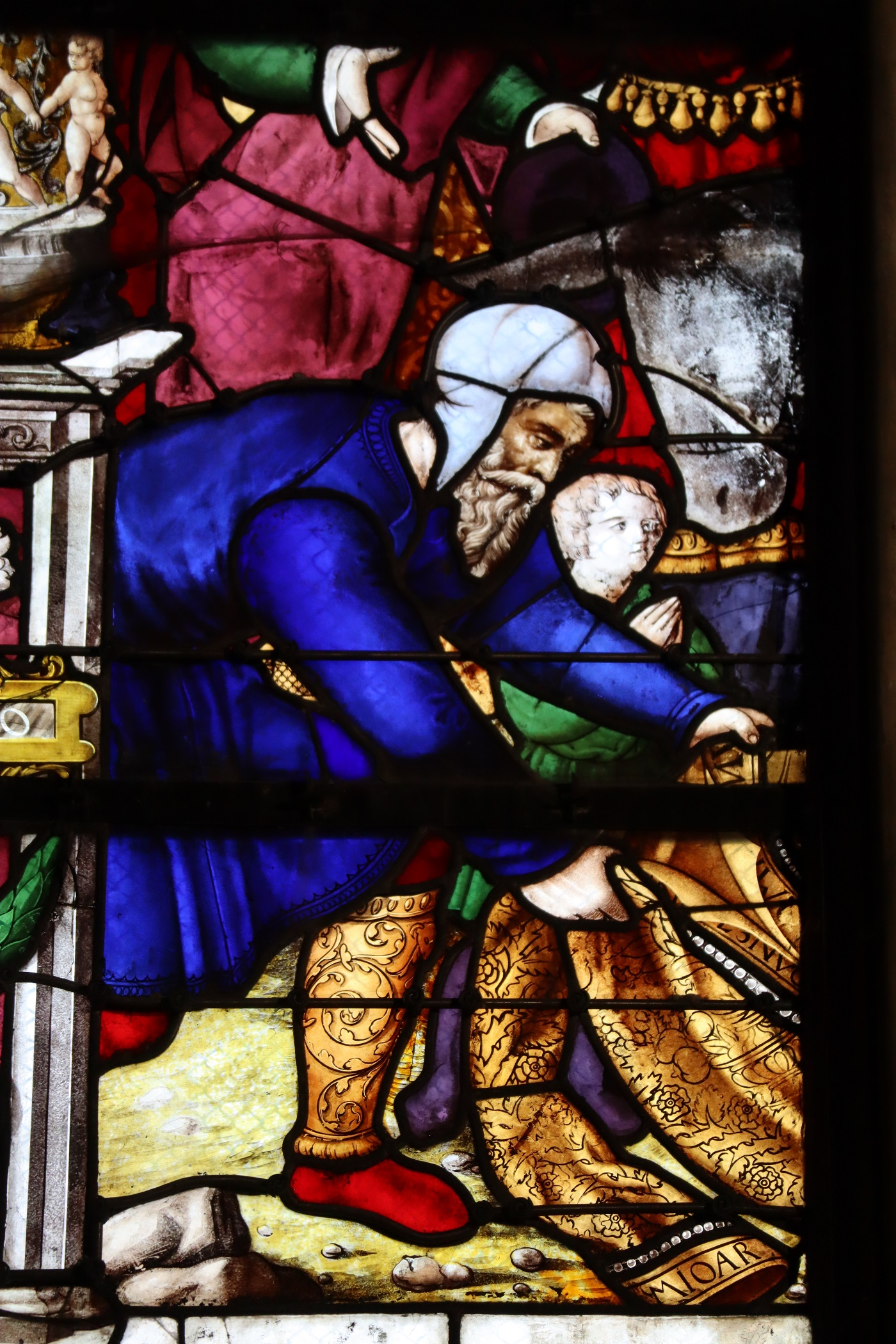
Ein Anhänger Jesu breitet auf dem Boden einen kostbaren Teppich aus.
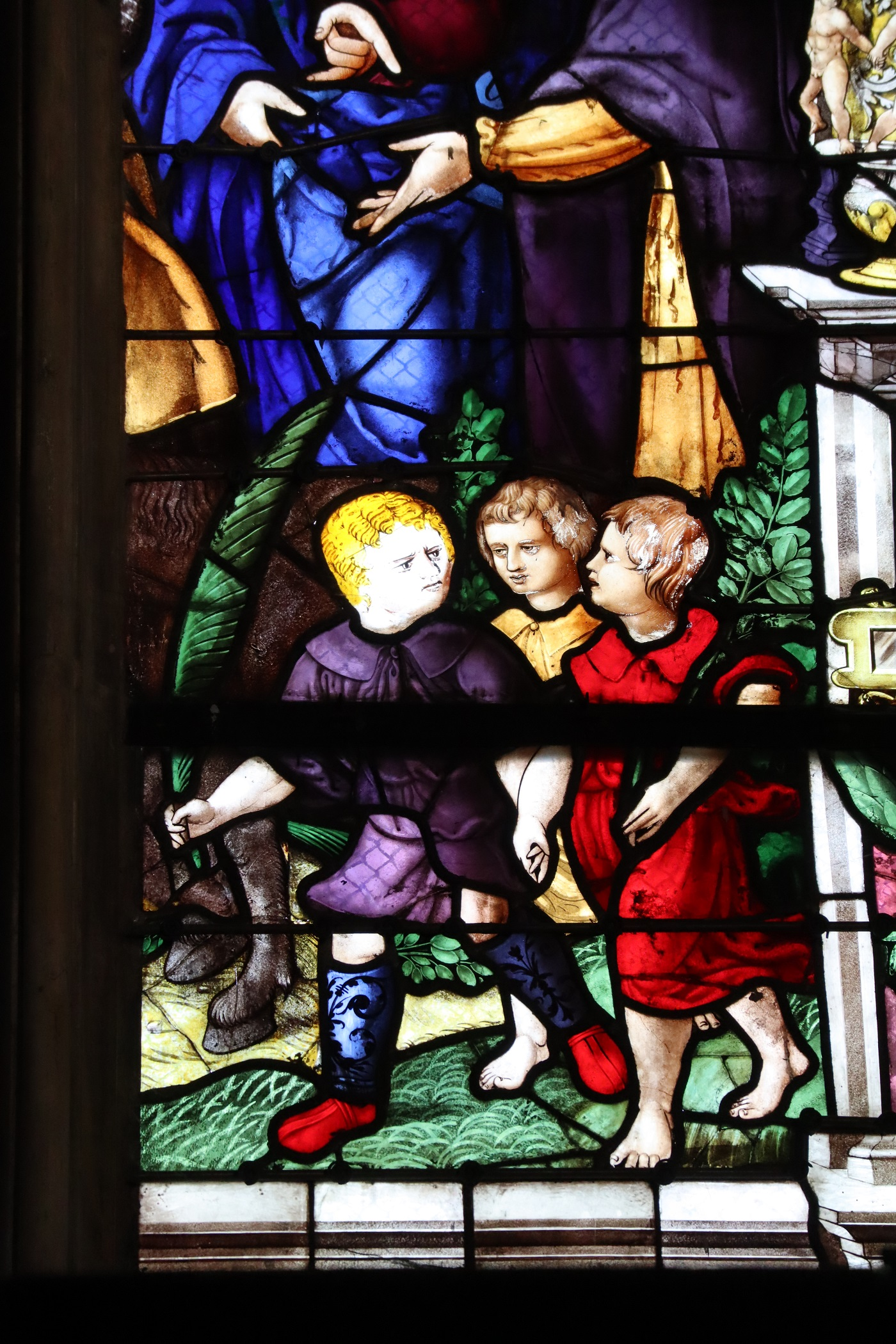
Ausschnitt mit Kindern
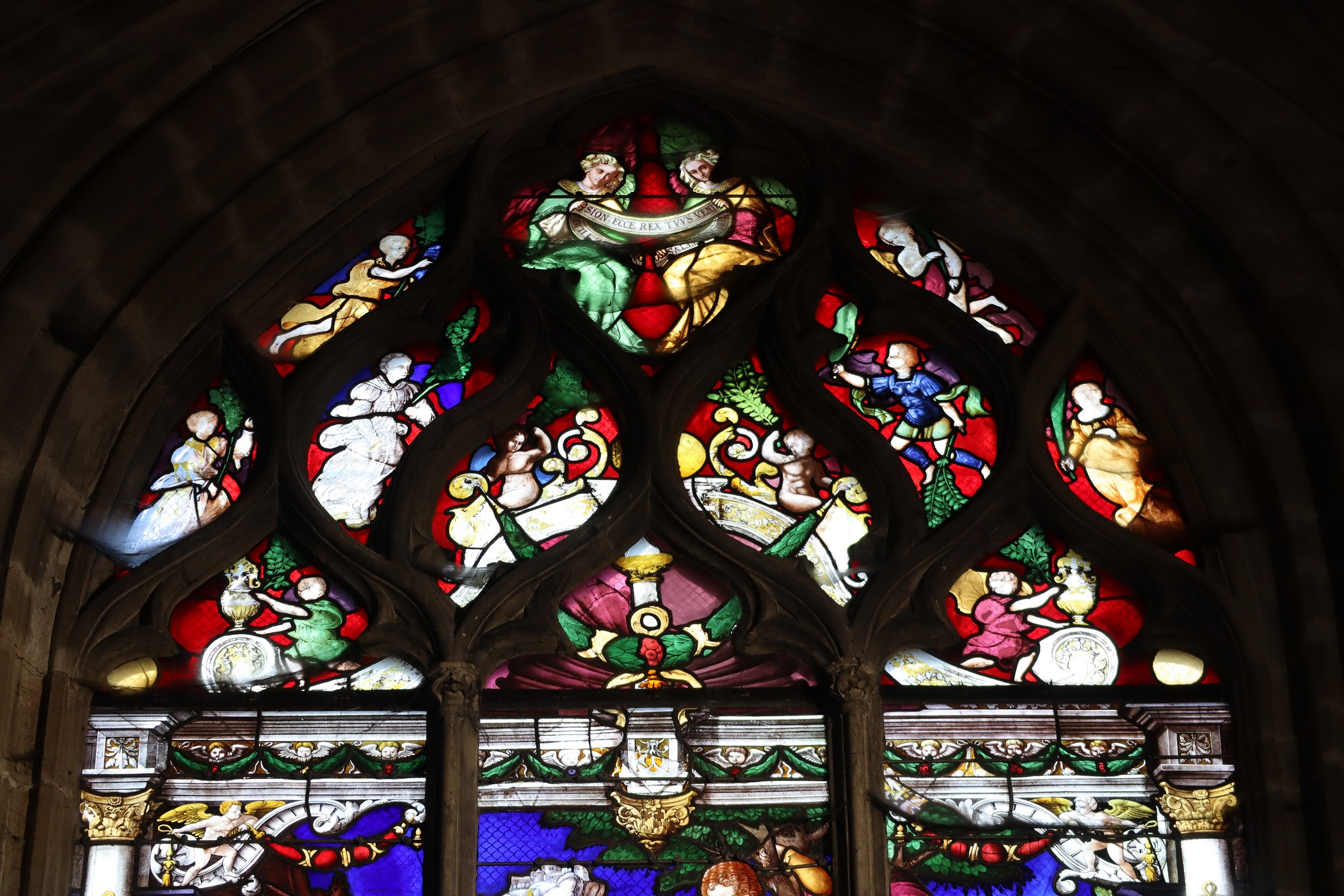
Maßwerk mit Engeln